# Monmouth (Oregón)
Monmouth es una ciudad ubicada en el condado de Polk en el estado estadounidense de Oregón. En el año 2010 tenía una población de 9,534 habitantes.

## Geografía
Monmouth se encuentra ubicada en las coordenadas 44°50′57″N 123°13′48″O / 44.84917, -123.23000.

## Demografía
Según la Oficina del Censo en 2000 los ingresos medios por hogar en la localidad eran de $32,256 y los ingresos medios por familia eran $48,600. Los hombres tenían unos ingresos medios de $33,500 frente a los $25,185 para las mujeres. La renta per cápita para la localidad era de $14,474. Alrededor del 24.6% de la población estaban por debajo del umbral de pobreza.